# Kirchscheid
Kirchscheid, auch „Kirchscheider Hof“, ist ein aus einem Einzelhof bestehender Wohnplatz, der zur Stadt Lohmar im Rhein-Sieg-Kreis in Nordrhein-Westfalen gehört.

## Geographie
Kirchscheid liegt im Nordwesten von Lohmar. Umliegende Ortschaften sind Muchensiefen im Norden, Hagerhof, Schöpcherhof und Scheiderhöhe im Nordosten, Scheiderhöhe und Hammerschbüchel im Osten, Scherferhof und Wielpütz im Südosten, Meigermühle im Süden, Meigerhof, Haus Sülz und Feienberg im Südwesten, Kirschheiderbroich im Westen sowie Kellershohn, Hoverhof und Klasberg im Nordwesten.
Ein namenloser orographisch linker Nebenfluss der Sülz entspringt südlich von Kirchscheid.

## Geschichte
In einer Urkunde, die in die Zeit zwischen 1065 und 1075 datiert wird, wurde erstmals der „Kirchscheider Hof“ erwähnt. Der Hof mit den dazugehörenden Ländereien gehörte der Abtei Siegburg, 1116 wurde er „Scheida“ und 1276 „Schyda“ genannt. In der Zeit zwischen 1116 und 1166 wurde von der Abtei Siegburg nahe dem Hof eine Kapelle errichtet, die St. Jacob geweiht war. Im Laufe der Zeit änderte sich der Ortsname zu Kirchscheid. Die „Jacobskapelle“ wurde Ende des 19. Jahrhunderts niedergelegt.
Nach der Säkularisation der Abtei Siegburg (1803) kam der Kirchscheider Hof um 1820 in Privatbesitz.
Im Jahre 1885 wohnten im Hof Kirchscheid 10 Einwohner.
Bis 1969 gehörte Kirchscheid zu der bis dahin eigenständigen Gemeinde Scheiderhöhe.

## Verkehr
Kirchscheid liegt nahe zur Landesstraße 84.

## Trivia
Immer wieder kommt es zu Verwechselungen, weil viele Ortschaften und Weiler in Lohmar das Wort Scheid in ihrem Namen tragen, so z. B. Kirchscheid, Oberscheid, Scheid, Scheiderhöhe, Wahlscheid. Dazu treten Namensgleichheiten bei Nachbarkommunen, z. B. Scheid in Much sowie Scheid in Ruppichteroth.